# اوتنباخ (بادن-وورتمبرگ)
اوتنباخ (به آلمانی: Ottenbach) یک شهر در آلمان است که در گوپینگن واقع شده‌است.